# Coriandoli/Pesci rossi/Briciole di baci/Serafino campanaro
Coriandoli/Pesci rossi/Briciole di baci/Serafino campanaro è il sesto EP di Mina, pubblicato dall'etichetta discografica Italdisc nel 1960.

## Storia
Raccoglie 4 brani già pubblicati come singoli nel 1960. 
Tutte le canzoni si trovano anche nel secondo album ufficiale di Mina, Il cielo in una stanza, dello stesso anno, oltre che nell'antologia del 2010, che raccoglie i lati dei singoli pubblicati dagli inizi al 1964, Ritratto: I singoli Vol. 1.
Tony De Vita e la sua orchestra accompagnano Mina in tutti i pezzi.
La copertina Archiviato il 20 dicembre 2016 in Internet Archive. frontale originale di colore rosso del disco riporta le tracce in sequenza diversa da come presenti sui lati fisici dello stesso.

## Tracce
Lato A
1. Coriandoli – 3:09 (testo: Leo Chiosso – musica: Roberto Livraghi; edizioni musicali Tiber)
2. Pesci rossi – 2:23 (Tony De Vita; edizioni musicali Curci)

Lato B
1. Briciole di baci – 2:37 (testo: Mogol – musica: Carlo Donida; edizioni musicali R.R.R.)
2. Serafino campanaro – 2:08 (testo: Nicola Salerno – musica: Mansueto De Ponti; edizioni musicali S. Cecilia)